# Сичовська порода
Сичовська порода — порода великої рогатої худоби молочно-м'ясного напряму продуктивності. Виведена в Смоленській області РРФСР (тепер РФ) схрещуванням місцевої худоби з плідниками симентальської породи і наступним розведенням помісей «в собі». Як породу затверджено у 1950 році. Назва породи пов'язана з назвою міста Сичовка Смоленської області РФ.

## Історія
Породу затверджено у 1950 році. У 1980-х роках худобу сичовської породи розводили у Смоленській, Рязанській, Калінінській областях РРФСР та деяких районах Білорусі.
На початку 1980 року у СРСР налічувалося 739 138 голів сичовської худоби.

## Опис
Масть переважно полово-ряба, буває і червоно-ряба. Тварини міцної будови, голова велика, лоб широкий, груди глибокі, круп рівний, прямий. Середній зріст у холці становить у бугаїв 142 см, у корів — 133 см. Жива маса бугаїв становить 850—1000 кг, корів — 500—600 кг. Середньорічний надій 3500—4500 кг молока жирністю 3,8—3,9 %. Тварини сичовської породи невибагливі, витривалі, мають добрі м'ясні якості.

## Поширення
Худобу сичовської породи розводять у Тверській, Брянській, Калузькій, Курській областях РФ, а також у Мордовії і Сибірському федеральному окрузі. У 2003 році у РФ налічувалося 171100 голів сичовської худоби.

## Виноски
1. 1 2 3   Сичовська порода. // Українська радянська енциклопедія : у 12 т. / гол. ред. М. П. Бажан ; редкол.: О. К. Антонов та ін. — 2-ге вид. — К. : Головна редакція УРЕ, 1974–1985.
2. ↑   Straw-and-White Breeds. Simmental (Simmentalskaya). // N.G. Dmitriev, L.K. Ernst. Animal genetic resources of the USSR. — Food and Agriculture Organization of the United Nations, Rome. — 1989. — P. 3, 63 — 64. ISBN 92-5-102582-7 (англ.)
3. ↑   Sychevka. // Valerie Porter, Lawrence Alderson, Stephen J.G. Hall, D. Phillip Sponenberg (2016). Mason's World Encyclopedia of Livestock Breeds and Breeding (sixth edition). Wallingford: CABI. — P. 308. ISBN 9781780647944. (англ.)